# Can Vidal (Subirats)
Can Vidal és una masia de Subirats (Alt Penedès) situada al sud dels Casots.

## Descripció
És una masia de planta quadrada amb planta baixa, pis i golfes, amb teulada a doble vessant. Té un portal de mig punt adovellat, ara tapat, i cantoneres de pedra vista. Destaca, a la façana principal, una finestra d'arcada conupial, amb la pedra treballada, però amb poca decoració, una altra finestra té reixa del tipus d'espina de peix composta, amb forma de ferradura capiculada de dues tires. En general totes les obertures són emmarcades amb carreus ben escairats.
Al voltant de la masia hi ha altres annexos moderns, com una cisterna, o d'altres elements d'ús agrícola.

## Història
Els orígens d'aquesta masia es remunten al segle xv, tot i que l'estructura actual és del XVII, molt modificada al XVIII.